# Esiliiga 2007
Die Esiliiga 2007 war die 17. Spielzeit der zweithöchsten estnischen Fußball-Spielklasse der Herren. Sie begann am 11. März und endete am 11. November 2007.

## Modus
Die Liga umfasste wie in der Vorsaison zehn Teams. Dabei traten die Mannschaften an 36 Spieltagen jeweils vier Mal gegeneinander an. Der Tabellenerste FC Levadia Tallinn II sowie der FC Flora Tallinn II waren als zweite Mannschaften nicht aufstiegsberechtigt. Somit stieg der Drittplatzierte JK Kalev Sillamäe direkt in die Meistriliiga auf, der Sechstplatzierte JK Nõmme Kalju profitierte davon, dass FC TVMK Tallinn II und JK Tammeka Tartu II nicht eine Liga höher antreten durften, sodass der Verein in der Relegation gegen den Neunten der Meistriliiga FC Kuressaare um den Aufstieg antrat. Der Letzte FC Elva und Vorletzte Tartu Välk 494 stiegen direkt in die drittklassige II Liiga ab, der Achtplatzierte spielte in der Relegation um den Klassenerhalt.

## Vereine
FC Valga Warrior war aus der Meistriliiga abgestiegen. Aus der II Liiga kamen JK Kalev Sillamäe, JK Tammeka Tartu II und Tartu Välk 494 hinzu.
| Verein                 | Stadt    | Stadion                  | Kapazität |
| ---------------------- | -------- | ------------------------ | --------- |
| FC TVMK Tallinn II     | Tallinn  | Kadrioru staadion        | 5.000     |
| FC Levadia Tallinn II  | Tallinn  | Maarjamäe staadion       | 1.500     |
| JK Nõmme Kalju         | Nõmme    | Hiiu staadion            | 0500      |
| FC Flora Tallinn II    | Tallinn  | Sportland Arena          | 1.198     |
| JK Kalev Sillamäe      | Sillamäe | Sillamäe Kalevi staadion | 0500      |
| FC Valga Warrior       | Valga    | Keskstaadion             | 1.100     |
| JK Tulevik Viljandi II | Viljandi | Viljandi linnastaadion   | 2.000     |
| FC Elva                | Elva     | Elva linnastaadion       | 0400      |
| JK Tammeka Tartu II    | Tartu    | Tamme staadion           | 1.600     |
| Tartu Välk 494         | Tartu    | Tamme staadion           | 1.600     |

## Abschlusstabelle
| Pl. | Verein                  | Sp. | S  | U  | N  | Tore    | Diff. | Punkte |
| --- | ----------------------- | --- | -- | -- | -- | ------- | ----- | ------ |
| 1.  | FC Levadia Tallinn II   | 36  | 27 | 5  | 4  | 095:200 | +75   | 86     |
| 2.  | FC Flora Tallinn II     | 36  | 24 | 6  | 6  | 097:330 | +64   | 78     |
| 3.  | JK Kalev Sillamäe (N)   | 36  | 20 | 9  | 7  | 067:400 | +27   | 69     |
| 4.  | FC TVMK Tallinn II      | 36  | 15 | 8  | 13 | 081:680 | +13   | 53     |
| 5.  | JK Tammeka Tartu II (N) | 36  | 14 | 11 | 11 | 051:390 | +12   | 53     |
| 6.  | JK Nõmme Kalju          | 36  | 14 | 9  | 13 | 069:690 | ±0    | 51     |
| 7.  | FC Valga Warrior (A)    | 36  | 13 | 5  | 18 | 072:730 | −1    | 44     |
| 8.  | JK Tulevik Viljandi II  | 36  | 9  | 7  | 20 | 037:840 | −47   | 34     |
| 9.  | Tartu Välk 494 (N)      | 36  | 7  | 8  | 21 | 049:930 | −44   | 29     |
| 10. | FC Elva                 | 36  | 2  | 2  | 32 | 017:116 | −99   | 08     |

Platzierungskriterien: 1. Punkte – 2. Direkter Vergleich (Punkte, Tordifferenz, geschossene Tore) – 3. Tordifferenz – 4. geschossene Tore

| (A) | Absteiger aus der Meistriliiga 2006 |
| (N) | Neuaufsteiger aus der II Liiga      |

## Relegation
Aufstieg
Die Spiele fanden am 18. und 24. November 2007 statt.
|                | Gesamt    |               | Hinspiel | Rückspiel |
| -------------- | --------- | ------------- | -------- | --------- |
| JK Nõmme Kalju | (a)2:2(a) | FC Kuressaare | 0:1      | 2:1       |

- Nõmme Kalju stieg aufgrund der Auswärtstorregel in die Meistriliiga auf.

Abstieg
Die Spiele fanden am 18. und 24. November 2007 statt.
|                    | Gesamt    |                        | Hinspiel | Rückspiel |
| ------------------ | --------- | ---------------------- | -------- | --------- |
| JK Virumaa Rakvere | (a)2:2(a) | JK Tulevik Viljandi II | 1:0      | 1:2       |

- Virumaa Rakvere stieg aufgrund der Auswärtstorregel in die Esiliiga auf.

## Torschützenliste
| Pl. | Name                    | Team                   | Tore |
| --- | ----------------------- | ---------------------- | ---- |
| 01. | Andrus Mitt             | JK Nõmme Kalju         | 25   |
| 02. | Artjom Dmitrijev        | FC TVMK Tallinn II     | 18   |
| 03. | Sergei Jegorov          | FC TVMK Tallinn II     | 17   |
| 04. | Aleksander Pawlichin    | FC Levadia Tallinn II  | 16   |
| 05. | Vitali Bolšakov         | JK Kalev Sillamäe      | 14   |
| 05. | Alo Dupikov             | FC Flora Tallinn II    | 14   |
| 07. | Henri Anier             | FC Valga Warrior       | 13   |
| 08. | Rasmus Luhakooder       | JK Tulevik Viljandi II | 11   |
| 08. | Janar Toomet            | FC Valga Warrior       | 11   |
| 10. | Jevgeni Gurtšioglujants | FC Levadia Tallinn II  | 10   |